# Spread betting
Spread betting eller spread trading gör det möjligt för en användare att spekulera på finansiella marknader genom att ta ett vad på ett specifikt instrument. Det vill säga istället för att köpa, eller sälja, ett underliggande värdepapper som olja, guld eller valutor, så tar man ett vad om priset skall gå upp eller ner. Spread betting fungerar ungefär på samma sätt som så kallat CFD (Contract for Difference). Spreadbetting uppfanns av bland andra Charles K. McNeil, under 1940-talet. Spread betting har funnits i England sedan 1970-talet då det där började med att folk ville spekulera i guldpriset. Det finns många likheter med andra finansiella derivatinstrument trots att det klassas som ett spel i England.

## Användning

### Handel
Spread betting är ett kostnadseffektivt sätt att handla på de finansiella marknaderna. Med spread betting kan man spekulera i hur aktier, index, råvaror och andra tillgångar kommer att utveckla sig, utan att använda en traditionell mäklare. Det ger möjligheten att generera betydande vinster på både stigande och fallande marknader. Dock är riskerna mycket stora, då vissa marknader kan svänga kraftigt på kort tid på grund av hög volatilitet, till exempel priset på koppar eller silver.
Eftersom inga mäklare eller börser används betalar man inga depå- eller courtageavgifter. Spread betting-företaget tjänar istället sina pengar på skillnaden mellan köp- och säljpriset, spreaden. Med spread betting behöver man bara ligga ute med några procent av sin position, säkerhetsmarginalen. Det frigör kapital som man kan låta arbeta på annat håll.
En av de stora fördelarna med spread betting är möjligheten att spekulera i både upp- och nedgång. Man kan alltså tjäna pengar på en fallande marknad, precis på samma sätt som man kan på en stigande marknad. Detta är då ett alternativ till så kallad hedging. Spread betting gör det möjligt att handla med mindre belopp än vad som vanligtvis annars är möjligt på den underliggande marknaden. På liknande sätt kan det även vara möjligt att ta större positioner än vad som annars hade varit möjligt, utan att sätta in stora summor pengar.
Den risk som användaren exponeras mot är större än då man handlar traditionellt med aktier och användare kan förlora mer än den initiala insatsen.

### Spel
Som del av spel och oddssättning används den på ett liknande sätt som asiatiskt handikapp fungerar även med betting utan svensk licens. Det innebär att en spelskapare, för att få lika stora sidor i ett spel, ger ena parten en fördel, ett handikapp. 
```
Exempel: Om 
FC Barcelona
 möter 
Jonstorps IF
, så skulle oddsen för att sistnämnda lag vinner vara mycket låga. 
I princip skulle nog ingen satsa pengar på att Jonstorp IF vinner. Det blir därför inget spel. Men om spelet gäller 

Vinner Barcelona med 10 mål eller mer?
 så skulle det förmodat finnas fler som ansåg att det skulle vara intressant att deltaga. 
```

I fallet ovan är spridningsmåttet 10.
Spel av denna typ blir jämnare, men har nackdelen att fler spelare blir beroende. 

### Statistik
Inom statistiken kan systemet (det är diskret) användas för att analysera Poisson- och Skellamfördelningar. Dess normaliserade funktion är : 
{\displaystyle \sum _{k=-\infty }^{\infty }f(k;\mu _{1},\mu _{2})=1.}